# ヴィルヘルミーネ・フォン・ザーガン

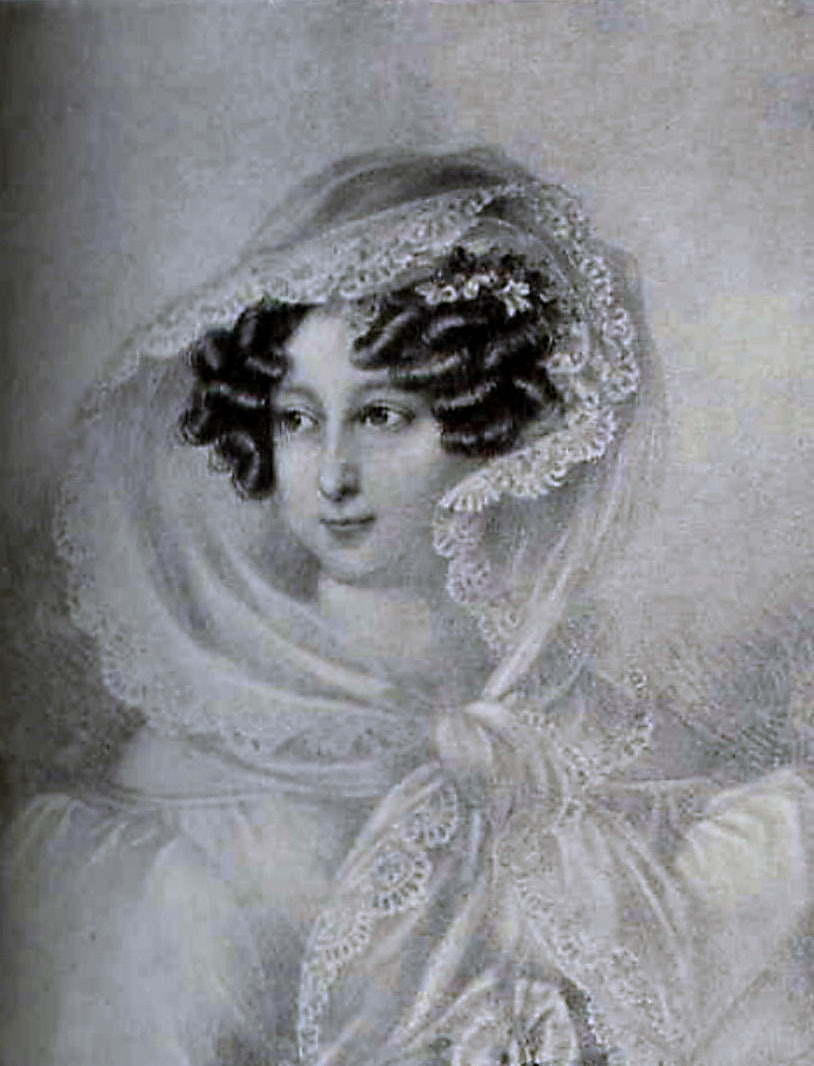
ザーガン公爵夫人ヴィルヘルミーネ

カタリーナ・フリーデリケ・ヴィルヘルミーネ・ベニグナ・フォン・ビロン（ドイツ語:Katharina Friederike Wilhelmine Benigna von Biron、1781年2月8日 - 1839年11月29日）は、バルト・ドイツ人の貴族女性。オーストリア帝国の政治家クレメンス・フォン・メッテルニヒの愛人として知られる。

## 生涯
ヴィルヘルミーネは最後のクールラント公ペーター・フォン・ビロンと、その3番目の妻ドロテア・フォン・メデムとの間に生れた4人の娘たちのうちの長女であった。妹にはホーエンツォレルン＝ヘヒンゲン侯妃のパウリーネ、アチェレンツァ公爵夫人のヨハンナ、実際には母の私生児であったドロテアがいる。ドロテアはフランスの政治家タレーランの甥エドモン・ド・タレーラン＝ペリゴールと結婚したが、後にタレーラン本人の事実上の伴侶におさまった。
ヴィルヘルミーネは幼少期をクールラント公国の首都ミタウで過ごした。1795年に父公爵が公国をロシア帝国に売却すると、一家は1786年に父が購入していたシレジアのザーガン公爵領（現在のポーランド領ジャガン）に移った。1800年に父が亡くなった後、ビロン・フォン・クールラント家の家督は従兄のグスタフ・カリクストが継いだ。一方、ヴィルヘルミーネはザーガン公爵領のほか、ボヘミアのナーホト郡を相続した。彼女はナーホトにあるラティボジツェ城を夏の居館として使うようになった。
年若いザーガン公爵夫人ヴィルヘルミーネは非常に美しく、知性豊かで、能弁家でもあり、哲学や歴史に造詣が深かった。ヴィルヘルミーネは公爵位を相続する頃には、母の愛人の一人で自分自身の後見人でもあったスウェーデン人のグスタフ・マウリッツ・アルムフェルト将軍と恋愛関係になっていた。親子ほど年の離れた既婚者アルムフェルト将軍との秘密の不倫関係の結果、ヴィルヘルミーネは妊娠し、ハンブルクで誰にも知られず私生児のグスタヴァ（1800年 - 1880年）を産んだ。この出産は無能な助産婦に任せたせいでひどい難産になり、ヴィルヘルミーネの体には傷が残って、二度と子供が産めなくなった。ヴィルヘルミーネは生れた娘をスウェーデンにいるアルムフェルトの親戚に預け、会いに行くことは一度もなかった。しかし、彼女は後になって娘を捨てたことを後悔するようになる。ヴィルヘルミーネの評判を落とさないようにするため、アルムフェルトは彼女を結婚させることにした。1800年、亡命中のフランス貴族ジュール＝アルマン＝ルイ・ド・ロアン公子と結婚した。しかしロアン公子はヴィルヘルミーネの妹パウリーネと不倫関係になり、間に子供までもうけたため、2人は1805年離婚した。

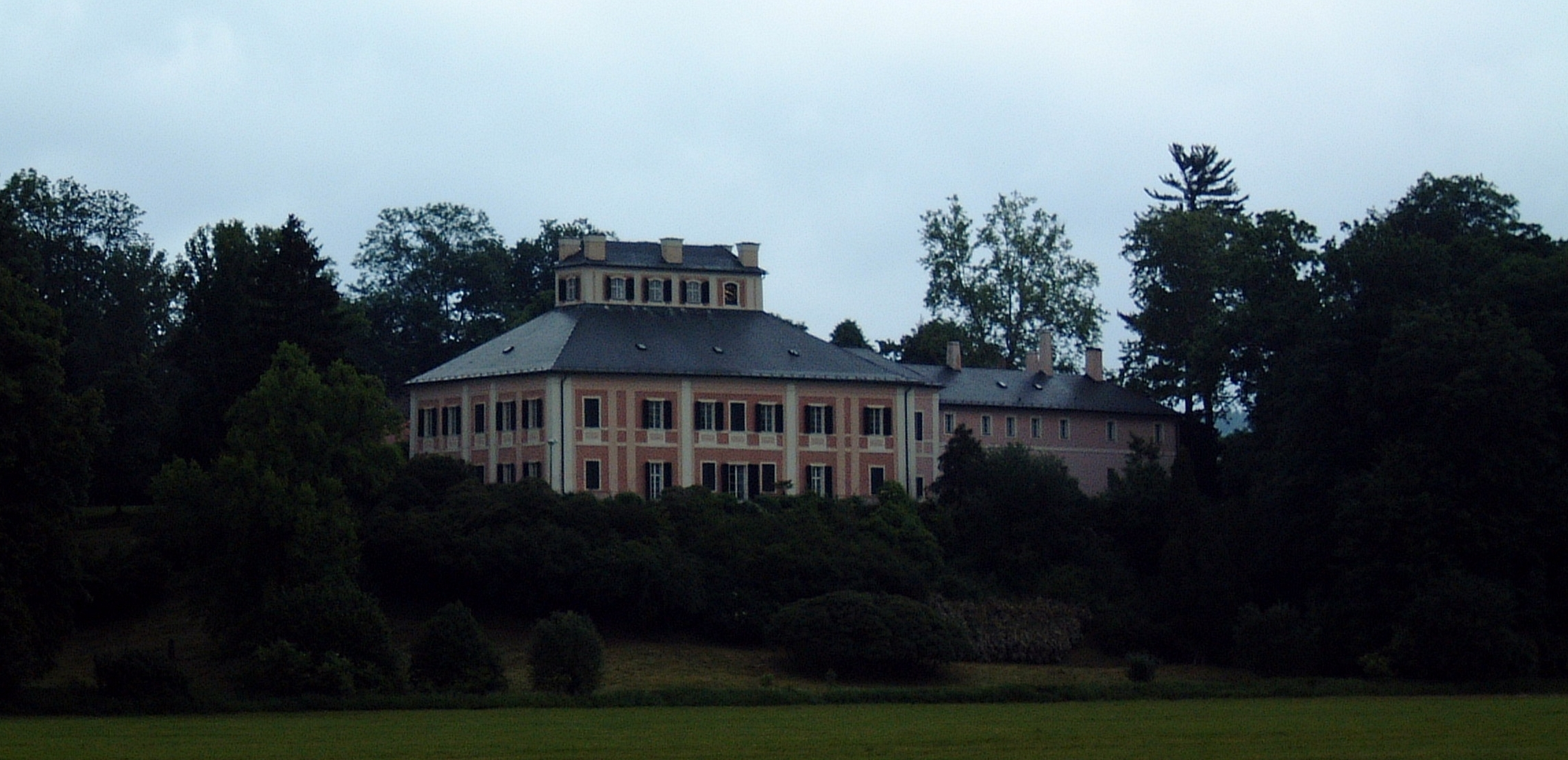
ヴィルヘルミーネの夏の居館、ラティボジツェ城

ヴィルヘルミーネはその生涯の大半をウィーン、プラハ、ラティボジツェ、そしてザーガンで過ごした。彼女はまたイタリア、フランス、イングランドへも旅行している。最初の夫ロアン公子と離婚してまもなく、ヴィルヘルミーネはロシア貴族のヴァシーリー・トルベツコイ公爵（1776年 - 1841年）と再婚したが、この2度目の結婚生活も2年目の1806年には離婚に終わっている。やがて、ヴィルヘルミーネはウィーンで上級貴族のためのサロンを開くようになり、魅力的な公爵夫人は多くの貴人と浮き名を流した。彼女は1810年の春、後にオーストリアの軍司令官として名を馳せるアルフレート・ツー・ヴィンディシュ＝グレーツと短いが激しい恋愛関係にあった。
ヴィルヘルミーネがクレメンス・フォン・メッテルニヒと最初に出会ったのは1801年のことであるが、二人が恋愛関係に陥ったのは1813年になってからだった。二人の情熱的な関係は、1949年に発見されたメッテルニヒの書いた600通以上の手紙からも窺える。メッテルニヒが親フランス派の立場を変えたのは、愛人のヴィルヘルミーネがナポレオンを嫌っていて、メッテルニヒにナポレオンを裏切るよう説得したためだと歴史家たちは推測している。1813年のオーストリア、プロイセン、ロシアによる反ナポレオン同盟は、ヴィルヘルミーネの住まいラティボジツェ城で成立した。二人の関係はウィーン会議（1814年 - 1815年）の会期中に終わった。ヴィルヘルミーネが、既婚者であるメッテルニヒの非公式の妾のような役割を演じるのを嫌ったためであった。
自分が最初の出産で子供の産めない身体になっていたため、ヴィルヘルミーネは多くの少女たちの里親になった。1819年、ヴィルヘルミーネはカール・ルドルフ・フォン・デア・シューレンブルク伯爵（1788年 - 1856年）と三度目の結婚をしたが、1828年には離婚した。自らが最も恐れていた孤独に身を置いたまま、ヴィルヘルミーネは晩年を過ごした。

## ボジェナ・ニェムツォヴァーとの関係

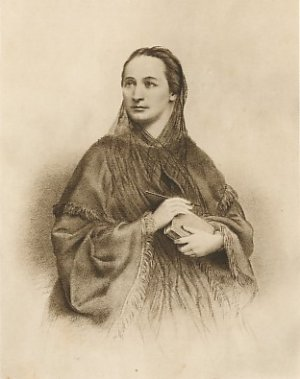
ボジェナ・ニェムツォヴァー

ヴィルヘルミーネが世話した貧しい少女たちの中には、チェコの大作家ボジェナ・ニェムツォヴァー（1820年? - 1862年）もいた。ニェムツォヴァーは1855年に発表した小説『おばあさん』の中で、ヴィルヘルミーネを理想の女性として描いている。同小説で描かれる彼女の描写が非常に印象深いため、チェコで「公爵夫人（paní kněžna）」といえばヴィルヘルミーネのことを指すのが一般的となっている。
クールラント公爵家の四人姉妹は皆私生児を産んだことで知られており、三女のヨハンナは16歳で私生児を出産した。一方、ニェムツォヴァーは大作家でありながら出自が不明であり（出生年すら議論がある）、公爵夫人ヴィルヘルミーネの庇護を受けて育っていることから、一部の歴史家はニェムツォヴァーがヴィルヘルミーネの私生児だった可能性があるとしている（父親はメッテルニヒ、ボヘミア人の外交官カレル・ツラム＝マルティニツ伯爵（1792年 - 1840年）、ヴィンディシュ＝グレーツなどさらに様々な主張がある）。
ニェムツォヴァーの伝記作家であるヘレナ・ソプコヴァーは、ニェムツォヴァーはヴィルヘルミーネの娘ではなく姪であった可能性の方が高いと考えている。1816年に、ヴィルヘルミーネの末の妹ドロテアが、カレル・ツラム＝マルティニツとの間の庶出の娘を産んでいるからである。この子供がその後どうなったのかは分からないが、ヴィルヘルミーネがニェムツォヴァーの両親に与えて育てさせた可能性はある。しかし、この推測ははっきりと証明できるものではない。

## 伝記
- Clemens Brühl: Die Sagan, das Leben der Herzogin von Sagan, Prinzessin von Kurland, Berlin, 1941, in German.
- Dorothy Gies McGuigan: Metternich and the duchess , 1975, ISBN 038502827X.
- Maria Ulrichová: Clemens-Metternich – Wilhelmine von Sagan. Ein Briefwechsel 1813–1815, Graz - Köln, 1966. Published letters between Metternich and Wilhelmine, in German.
- Helena Sobková: Kateřina Zaháňská, Prague, 1995, ISBN 80-20-40532-1. Monograph about the duchess, based on thorough research of archives, in Czech.

| 爵位・家督                    | 爵位・家督                   | 爵位・家督                      |
| ----------------------------- | ---------------------------- | ------------------------------- |
| 先代 ペーター・フォン・ビロン | ザーガン女公 1800年 - 1839年 | 次代 パウリーネ・フォン・ビロン |